# Piżmik wonny
Piżmik wonny, żółw piżmowy, żółw wonny (Sternotherus odoratus) – gatunek żółwia skrytoszyjnego z podrodziny Kinosterninae w rodzinie mułowcowatych (Kinosternidae), występujący naturalnie w południowo-wschodniej Kanadzie i znacznej części wschodnich Stanów Zjednoczonych. Jest nazwany z powodu wydzielania piżmowej woni odstraszającej drapieżniki. Czasami żółwie wonne są trzymane jako zwierzęta domowe.

## Opis
Karapaks żółwi wonnych może mieć kolor czarny, siwy albo brązowy i przybierać kształt kopuły. Dorastają do około 10 cm. Mają długie szyje i stosunkowo krótkie kończyny. Samce od samic można rozróżnić po długim ogonie. Kształt głowy zbliżony jest do trójkąta, ze szpiczastym pyskiem i ostrym dziobkiem. Od czubka nosa i na bocznej stronie szyi biegnie żółto-zielony pas. Skorupę tego żółwia często porastają algi.

## Zachowanie
Żółwie piżmowe są prawie całkowicie wodnymi zwierzętami, przebywają ogromną większość swojego czasu w płytkich wodach wolno płynących strumieni albo w stawach. Zwykle jedynym śmiałym przedsięwzięciem, jakie podejmują na ziemi, jest złożenie jaj przez samicę, albo w jakichś rzadkich przypadkach, wygrzewanie się na słońcu.

## Pożywienie
Są mięsożerne, do jedzenia mają szeroki wybór wodnych bezkręgowców, wliczając w to raki, jadalne słodkowodne małże, ślimaki i różne owady. Zjadają również ryby i padlinę. Ich powszechnie znane nazwy pochodzą od gruczołów zapachu zlokalizowanych poniżej tylnej części ich skorupy, która pozwala im zwolnić obrzydliwą piżmową woń by powstrzymać drapieżniki. Dzikie żółwie często nie wahają się ugryźć, jeśli są nękane, chociaż są nieszczególnie szybkie, a ich zasięg jest ograniczony.

## Rozmnażanie
Rozród następuje na wiosnę, kiedy samice składają od 2 do 9 owalnych, twardych jaj w płytkiej norze albo w wykopanych przez siebie dołkach w pobliżu linii brzegowej. Młode wylęgają się późnym latem albo wczesną jesienią. Mają zazwyczaj długość niespełna 2 cm. Niektóre okazy żółwi wonnych dożywają w niewoli do 50 lat.

## Rozmieszczenie geograficzne
Żółw wonny występuje w Kanadzie w południowym Ontario oraz w południowym Quebecu. Natomiast we wschodnich Stanach Zjednoczonych od południowego Maine na północy, po Florydę na południu, sięgając na zachód do centralnego Teksasu i centralnego Wisconsin.

## Taksonomia
Gatunek najpierw został opisany przez francuskiego zoologa Pierre’a-André Latreille’a w 1801 r. na podstawie okazu zebranego koło Charleston (Karolina Południowa). W tamtych czasach żółw został sklasyfikowany w rodzaju Testudo (gatunek został nazwany Testudo odorata). W 1825 r. John Edward Gray stworzył rodzaj Sternotherus, który obejmował gatunek żółwia wonnego i od tego został nazwany Sternotherus odoratus. Gatunek był ponownie opisywany w różnych latach przez wielu autorów, co prowadziło do dużej ilości błędów w jego taksonomii. Różnice pomiędzy żółwiami mułowymi a żółwiami wonnymi były przedmiotem debaty wielu pracowników naukowych, uważających ich za taki sam rodzaj – Kinosternon.

## Status ochronny
Chociaż żółw wonny nie otrzymał żadnego federacyjnego statusu w związku z ochroną przyrody w USA, to jest uznawany w stanie Iowa jako gatunek zagrożony. Gatunek ten od 2023 roku jest objęty załącznikiem II konwencji waszyngtońskiej (CITES) i aneksem B UE.

## W niewoli
Z powodu jego niewielkiej wielkości, żółw wonny jest lepszym wyborem na zwierzę domowe niż inne powszechnie dostępne gatunki żółwi, takie jak np. żółw czerwonolicy (Trachemys scripta elegans). Dziko złapane okazy są powszechnie dostępne, ale gatunek jest również często więziony – hodowany specjalnie dla handlu. Chętnie przyjmuje pokarm z kulek dostępnych na rynku i różnych owadów, takich jak świerszcze i larwy mącznika, albo dżdżownice. Z powodu ich prawie całkowicie wodnej natury, żółwie wonne niekoniecznie wymagają oświetlenia UV, którego potrzebują inne gatunki żółwi do należytej opieki, chociaż zazwyczaj jest polecane dawać im dostęp do bardziej naturalnego cyklu światła niż normalne oświetlenie pokojowe.